# نظرية السمات
نظرية السمات أو نظرية السمة في علم النفس، هو نهج لدراسة شخصية الإنسان. إن نظرية السمات هي من المقاربات الأساسية لدراسة شخصية الإنسان حيث يهتم أصحاب هذه النظرية في المقام الأول بقياس السمات والتي يمكن تعريفها بأنها الأنماط المعتادة للسلوك والتفكير، والعاطفة. وفقا لهذا المنظور، والصفات هي مستقرة نسبيا مع مرور الوقت، تختلف بين الأفراد وتؤثر على سلوكهم فمثلا نجد أن بعض الناس اجتماعيين في حين أن البعض الآخر خجولين.
يعتبر غوردن ألبورت من الرواد الأوائل الذين قاموا بدراسة السمات, حيث إنه كان يشير إليها أحيانا بالنزعة. وفي مقاربته فإن السمات المركزية هي أساسية لشخصية الفرد. في حين أن الصفات الثانوية تكون أقل أهمية وتعتبر سطحية وهامشية.
السمات المشترکة: هي تلك السمات المعترف بها في إطار ثقافة ما ويمكن أن تختلف من ثقافة لأخرى. 
سمات الجوهرية: هي تلك السمات التي يعرف ويتميز بها الفرد. منذ زمن ألبورت قام أصحاب نظرية السمات بالتركيز على إحصائيات المجموعة أكثر من تركيزهم على إحصائيات الأفراد.
هناك عدد غير محدود تقريبا من السمات المحتملة التي يمكن أن تستخدم لوصف شخصية.ومع ذلك، فقد أثبتت التقنية الإحصائية لتحليل العوامل، أن مجموعات معينة من السمات مرتبطة مع بعضها البعض بشکل وثیق جداٌ. اقترح 
هانز آيزنك أنه یمکن اختزال الشخصية بثلاث سمات رئيسية.
يرى باحثون آخرون أن هناك حاجة إلى مزيد من العوامل التي تصف شخصية الإنسان بدقة بما في ذلك الثروة، وحس الدعابة، والجمال..
ولکن حاليا فان الكثير من علماء النفس يعتقدون أن خمسة عوامل كافية.
تقريبا جميع نماذج السمة، وحتى الفلسفة اليونانية القديمة، تشمل الانبساط مقابل الانطواء بوصفه بعدا مركزيا من شخصية الإنسان. آخر سمة بارزة التي وجدت في ما يقرب من جميع النماذج هي العصابية، أو عدم الاستقرار العاطفي.